# Suplemento de calcio
Los suplementos de calcio son sales de calcio que se utilizan para tratar diversas afecciones. Por lo general,  sólo son necesarios cuando la dieta no aporta  suficiente calcio. Por vía oral se utilizan para tratar y prevenir los niveles bajos de calcio en la sangre, la osteoporosis y el raquitismo. Por vía intravenosa, se utilizan para tratar los niveles bajos de calcio en sangre que provocan espasmos musculares y para elevar los niveles de potasio o reducir la toxicidad por magnesio en sangre.
Entre los efectos secundarios más comunes se encuentran el estreñimiento y las náuseas. Cuando se toma por vía oral, no es frecuente que se produzcan niveles altos de calcio en la sangre. Los suplementos de calcio, a diferencia del calcio proveniente de fuentes dietéticas, parecen aumentar el riesgo de cálculos renales. En general, los adultos necesitan aproximadamente  un gramo de calcio al día. El calcio es particularmente importante para los huesos, los músculos y los nervios.
El uso médico de los suplementos de calcio comenzó en el siglo XIX. Están incluidos en la Lista de Medicamentos Esenciales de la Organización Mundial de la Salud y se comercializan como genéricos. El coste al por mayor en los países en desarrollo oscila entre 0,92 y 4,76 dólares al mes, mientras que en Estados Unidos el tratamiento suele costar menos de 25 dólares al mes. En 2017, fue el 262.º medicamento más recetado en Estados Unidos, con más de un millón de recetas. También se venden versiones que contienen vitamina D. La combinación de calcio y colecalciferol fue el 236.º medicamento más recetado, con más de dos millones de recetas en Estados Unidos.